# Alma Holland Beers
Alma Holland Beers (ur. 10 stycznia 1892, zm. 31 października 1974 w Chapel Hill)  – amerykańska botaniczka i mykolożka.

## Życiorys i działalność naukowa
Urodziła się jako Alma Leonora Holland. Jej rodzice byli rolnikami w hrabstwie Moore w Północnej Karolinie. Ukończyła studia na Uniwersytecie Karoliny Północnej w Chapel Hill (UNC). Była długoletnią asystentką profesora botaniki Williama Cokera i pierwszą kobietą zatrudnioną przez wydział botaniki. Pełniła obowiązki nauczycielki, redaktorki, bibliotekarki, tłumaczki, sekretarki, artystki i kolekcjonerki roślin. W latach 1926–1944 prowadziła kursy botaniki na poziomie uniwersyteckim. Oprócz angielskiego biegle posługiwała się francuskim i łaciną. W 1941 r. wyszła za mąż za profesora zoologii Charlesa Dale Beersa. 
Zebrała ponad 650 okazów roślin i grzybów dla herbarium UNC. Jest współautorką dwóch książek W. Cokera i redaktorką wielu jego prac. W latach 1946–1951 była redaktorką naczelną czasopisma „Journal of the Elisha Mitchell Scientific Society”. Była ilustratorką licznych artykułów.  
Przy nazwach naukowych utworzonych przez nią taksonów standardowo dodawany jest jej nazwisko Beers  (zobacz: lista skrótów nazwisk botaników i mykologów). 